# Combat Sports
Combat Sports è il quarto album in studio del gruppo musicale indie rock britannico The Vaccines, pubblicato il 30 marzo 2018.

## Tracce
1. Put It on a T-Shirt – 3:51
2. I Can't Quit – 3:45
3. Your Love Is My Favourite Band – 3:09
4. Surfing in the Sky – 2:31
5. Maybe (Luck of the Draw) – 3:49
6. Young American – 2:01
7. Nightclub – 2:54
8. Out on the Street – 2:43
9. Take It Easy – 2:58
10. Someone to Lose – 3:08
11. Rolling Stones – 3:09

## Formazione
- Justin Young — voce, chitarra
- Freddie Cowan — chitarra
- Arni Arnason — basso
- Tim Lanham — tastiere
- Yoann Intonti — batteria